# 경산 신대리 1호 목관묘 출토 청동호랑이모양 띠고리
경산 신대리 1호 목관묘 출토 청동호랑이모양 띠고리(慶山 新垈里 一號 木棺墓 出土 靑銅虎形帶鉤)는 2007년 경상북도 경산 신대리 1호분 목관묘에서 출토된 유물이다. 2019년 3월 6일 대한민국의 보물 제2017호로 지정되었다.

## 개요
'경산 신대리 1호 목관묘 출토 청동호랑이모양 띠고리'는 2007년 경상북도 경산 신대리 1호분 목관묘에서 출토된 유물로 일반적으로 호형대구(虎形帶鉤)라는 명칭으로 알려져 있다. ‘호랑이모양 띠고리(호형대구)’는 의복 및 칼자루 등에 부착한 장식품으로, 호형대구 혹은 마형대구 등으로 분류되는 동물형 띠고리는 북방계 청동기 문화와의 관련성이 일찍부터 논의되어 왔으며, 청동기～초기철기시대의 지배층을 상징하는 중요한 위세품(威勢品)으로 주목받아 왔다. 지금까지 '호랑이모양 띠고리'는 총 8점 정도가 알려져 있으나, 대부분 파손상태가 심하거나 정식 발굴품이 아니라는 점이 한계로 지적되어 왔다. 반면 이 '경산 신대리 1호분 목곽묘 출토 호랑이모양 고리띠'는 유사한 양식의 호형대구 중에서 보존 상태가 가장 좋고 뛰어난 주조기법으로 제작된 금속공예품이자, 정식 발굴조사에 의해 출토 위치와 공반유물(供伴遺物) 등이 모두 밝혀진 중요한 예로서 역사적․문화사적 가치가 매우 높다.

## 같이 보기
- 경산 신대리고분

## 참고 자료
- 경산 신대리 1호 목관묘 출토 청동호랑이모양 띠고리 - 국가유산청 국가유산포털